# Лисицкая, Тамара Григорьевна
Тамара Григорьевна Лисицкая (род. 2 января 1974, Минск) — белорусская телеведущая, телережиссёр, сценарист, радиоведущая, диджей «Альфа радио», русскоязычная писательница из Беларуси.

## Биография
В возрасте 10 лет, будучи солисткой школьного трио, победила в телеконкурсе «Красные гвоздики». Была приглашена вести детские передачи на БТ. В прямой эфир на телевидении первый раз вышла в 14 лет. Тогда же начала вести передачи на радио.
В 1993 начала работать на первой белорусской радиостанции «BA international», была первой ведущей белорусского fm-эфира.
Во время учёбы на факультете журналистики БГУ вела популярную музыкальную телепрограмму «Foxy Music» (8 канал). Потом была автором, ведущей и режиссёром еженедельного тележурнала «12, или на Ночь глядя» (БТ).
В 1996—1998 годах работала в телекомпании «ВИД» выпускающим режиссёром программы «Час пик».
В 2000 году закончила БГУ (заочно). Защитила дипломную на тему «Имидж и личность телеведущего».
С 2000 года начала работать в Беларуси на радиостанции «Альфа Радио».
С 2002 года на БТ. Вела прямые эфиры «Евровидение 2004», «Славянский базар», программы «Дневник женщины», «Кстати», «Вот такие пироги», ток-шоу «Только женщина знает».
2006 год — лауреат премии «50 самых красивых и успешных».
С 2007 — ведущая и программный директор интернет-радиостанции «NETradio».
Победила в проекте «2 звезды-2» (в паре с певцом Петром Елфимовым). Лауреат премии «PR-персона 2007».
2009 год — лауреат профессиональной радиопремии им. Попова.
С 2011 — ведущая прямого эфира и авторских проектов на радиостанции « Радиус fm». Лауреат премии « PR-персона 2011».
27 января 2012 года на 11-й церемонии награждения победителей профессионального конкурса «Бренд года-2011» (Национальная библиотека, Минск) удостоилась золотой медали. Последние несколько лет занимается благотворительными акциями для больных детей и детей-сирот.
12 мая 2012 года на городском конкурсе «Лучшая многодетная семья 2012 года» города Минска, проводимого в преддверии Дня семьи, семья Елфимовых (фамилия Лисицкой по мужу) заняла второе место.
В марте 2013 года по результатам голосования в рамках совместного проекта «Секрет успеха», проведённого Фондом ООН в области народонаселения и порталом lady.***.by, стала четвёртой среди ТОП-10 самых успешных женщин Беларуси 2013 года.

## Сценарии
- «Всё смешалось в доме...» (телефильм, «Амедиа», 2006);
- «Барвиха» (телесериал, 2009, «ТНТ»);
- «Тихий центр» (2010, «Беларусьфильм»);
- «Часы любви» (телесериал, 2011);
- «Мужчина во мне» (телесериал, 2011)[2];
- «Я отменяю смерть» (телесериал, 2012);
- «Ангел или демон» (телесериал, 2013);
- «Жизнь только начинается» (мини-сериал, 2015).

## Фильмография (актриса)
- «Воскресенье в женской бане» (2005);
- «Тихий центр» (2010, «Беларусьфильм»)[13]

## Телепрограммы
- «Foxy music»;
- «12 или на ночь глядя» (одна из наиболее популярных ночных телепрограмм в Беларуси; автор и ведущая)[2];
- «Дневник женщины»;
- «Кстати»;
- «Вот такие пироги»;
- «Только женщина знает»[3];
- «День в большом городе» (ведущая; первое в Беларуси женское ток-шоу; телеканал Беларусь-1)[14];
- «Культурный променад» (ведущая; телеканал Беларусь-3).

## Радиопрограммы
- «Пери-» («BA»)
- «Антилопа Гну» («Авторадио»)
- «Извращенцы» («Альфа радио»);
- «Дневник моего френда» (NETradio);
- «Естественный отбор» (NETradio);
- «Башня Тамары» (NETradio)
- «1000 и 1 ночь» (NETradio)
- «История музыки» (Радиус FM);
- «Тема раскрыта» (Радиус FM);
- «Семейный ужин» (Радиус FM);
- «Полевая почта» (Wargaming.FM);
- «Боевая подруга» (Wargaming.FM);
- «Одночасье» (Wargaming.FM);
- «Тысяча и один вечер» (Легенды FM)[15].

## Семья
- Дети: от первого брака — Матвей (28.05.1999 г.р.), от второго брака — Екатерина (2004 г.р.), Гоша (2008 г.р.)[16].